# Sanctuaire des martyrs canadiens

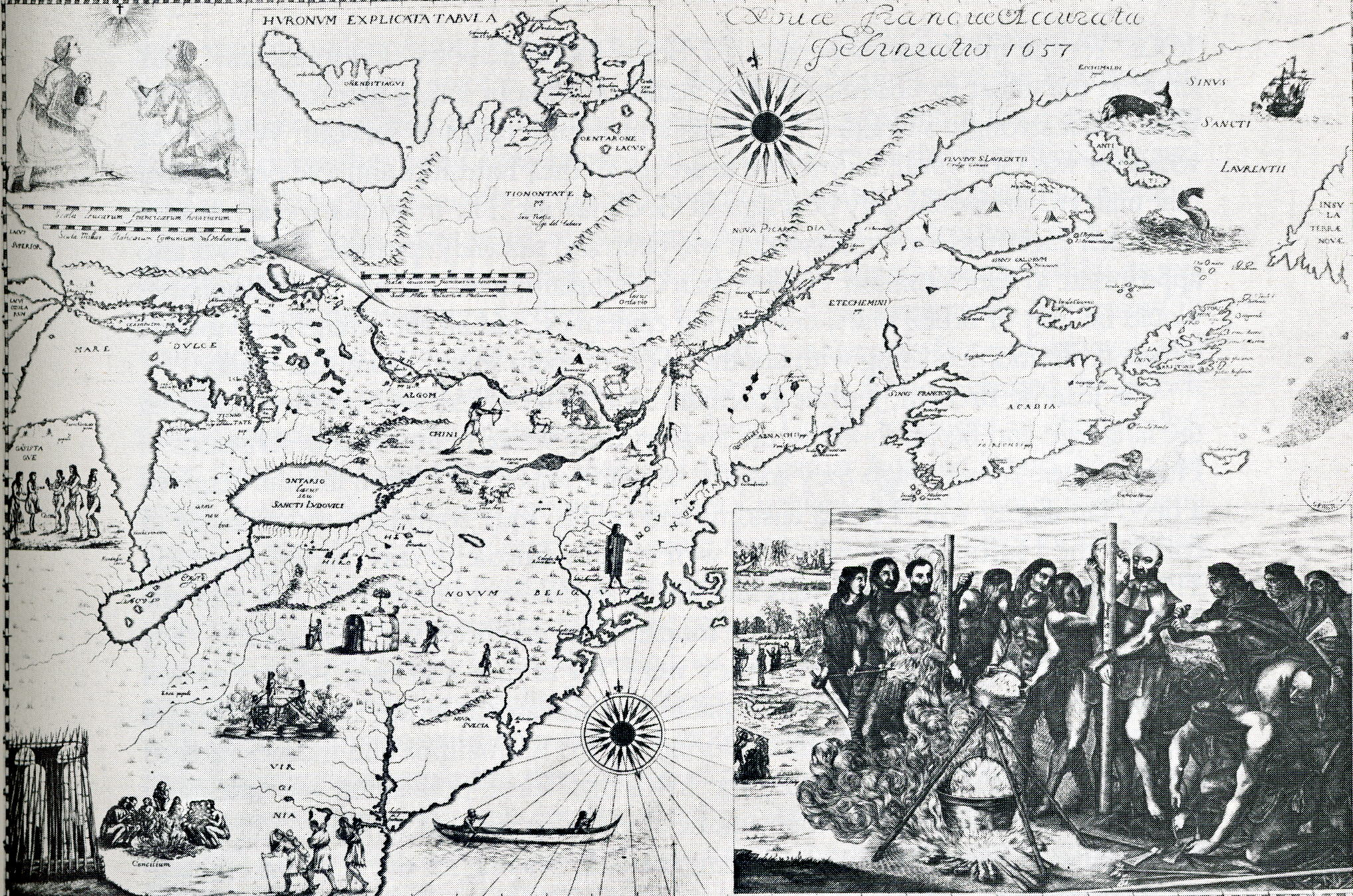
Carte de la Nouvelle-France des jésuites de 1657, avec la représentation de la mise à mort de Jean de Brébeuf et de Gabriel Lalemant par les Iroquois.

Le Sanctuaire des martyrs canadiens est un édifice religieux catholique sis sur une colline un peu au nord du village-mission reconstitué de Sainte-Marie-au-pays-des-Hurons à Midland en Ontario au Canada. Construite en 1926, l’église se trouve au centre d’un parc-sanctuaire commémoratif aménagé à la mémoire des huit saints martyrs canadiens du XVIIe siècle. Les jésuites canadiens y assurent les services pastoraux. Le sanctuaire des martyrs canadiens a été désigné sanctuaire national par la Conférence des évêques catholiques du Canada, avec seulement une poignée d'autres sites.

## Histoire
En 1907, Dennis O'Connor, archevêque de Toronto, consacre une petite chapelle à Waubaushene, près de l’endroit présumé du martyre de Jean de Brébeuf et Gabriel Lalemant. Cependant le groupe de jésuites missionnaires de Nouvelle-France ayant été béatifiés en 1925 par Pie XI et des pèlerinages devenant plus fréquents le provincial des jésuites du Canada décide de construite un sanctuaire à leur mémoire.  
Le nouveau ‘sanctuaire des martyrs canadiens’, un des quatre sanctuaires nationaux du Canada - et le seul hors de la province de Québec - est érigé en l’honneur de saint Joseph et des huit prêtres et frère jésuites qui, entre 1642 et 1649, moururent dans la région, martyrs pour la foi. Il est consacré le 25 juin 1926 par le cardinal William Henry O'Connell, archevêque de Boston. Le sanctuaire se trouve à proximité immédiate de la mission reconstituée de Sainte-Marie-au-pays-des-Hurons.
Des reliques des saints Jean de Brébeuf, Charles Garnier, Gabriel Lalemant, de la jeune sainte mohawk Kateri Tekakwitha et d’autres y ont place d’honneur et sont vénérées par les quelque 100 000 personnes et pèlerins qui, chaque année, visitent l’église, y déposant pétitions et demandes d’intercession. La présence de canes et béquilles, près du tabernacle, attestent que plusieurs y firent l’expérience d’une guérison ou faveur spéciale. 
L’endroit est également le lieu que choisissent les immigrés contemporains pour exprimer leur confiance en leur nouvelle patrie. De nombreuses communautés d’immigrés venant de la métropole voisine de Toronto y accomplissent leur pèlerinage annuel. Il n’y a pas moins de 26 pèlerinages ethniques chaque saison. Plusieurs sanctuaires secondaires en l’honneur de saints régionaux ont été érigés dans le parc entourant l’église principale. Le sanctuaire des martyrs est devenu la maison spirituelle de ces nouveaux Canadiens, enrichissant ainsi le patrimoine culturel et religieux du pays. Le pape Jean-Paul II qui visita le sanctuaire en septembre 1984 dit à cette occasion : « Ce sanctuaire est un symbole de l’unité de la foi chrétienne, dans une diversité de cultures ».

## Description
L’église, avec son double clocher est d’aspect néogothique. L’intérieur avec ses murs lambrissés et la structure soutenant le toit, évoque une maison communautaire indigène. Architectures européenne et indigène s’y mélangent harmonieusement. Le mobilier intérieur provient d’autres églises d’Ontario, alors en rénovation. Le chemin de croix, ainsi que les vitraux créés en Allemagne, sont des trésors artistiques du XIXe siècle.
Le vaste parc entourant l’église est aménagé pour recevoir des pique-niques familiaux ou de groupes, avec les bâtiments de services que ces activités nécessitent: magasins, cafétérias et salles d’expositions. Un chemin de croix en bronze monte sur la colline. Il s’y trouve également un bâtiment d’archives de la mission jésuite de Nouvelle-France et une bibliothèque pour chercheurs. Des livres appartenant à d’anciennes bibliothèques jésuites y furent rassemblés. 
À quelques kilomètres du sanctuaire, un site archéologique fut ouvert là où se trouvait l’ancienne mission Saint-Ignace (Saint-Ignace II). Il est probable que ce fut là que furent martyrisés, en 1649, Jean de Brébeuf et Gabriel Lalemant.

## Annexe

### Liens Externes
- Saints Martyrs canadiens - Conférence des évêques catholiques du Canada
- Feuillet publicitaire du Sanctuaire des Martyrs canadiens, recto, Midland (Ontario), 1949.
- L'Église des Saints-Martyrs-Canadiens et l'orgue - musiqueorguequebec.ca